# Joaquín María Ferrer

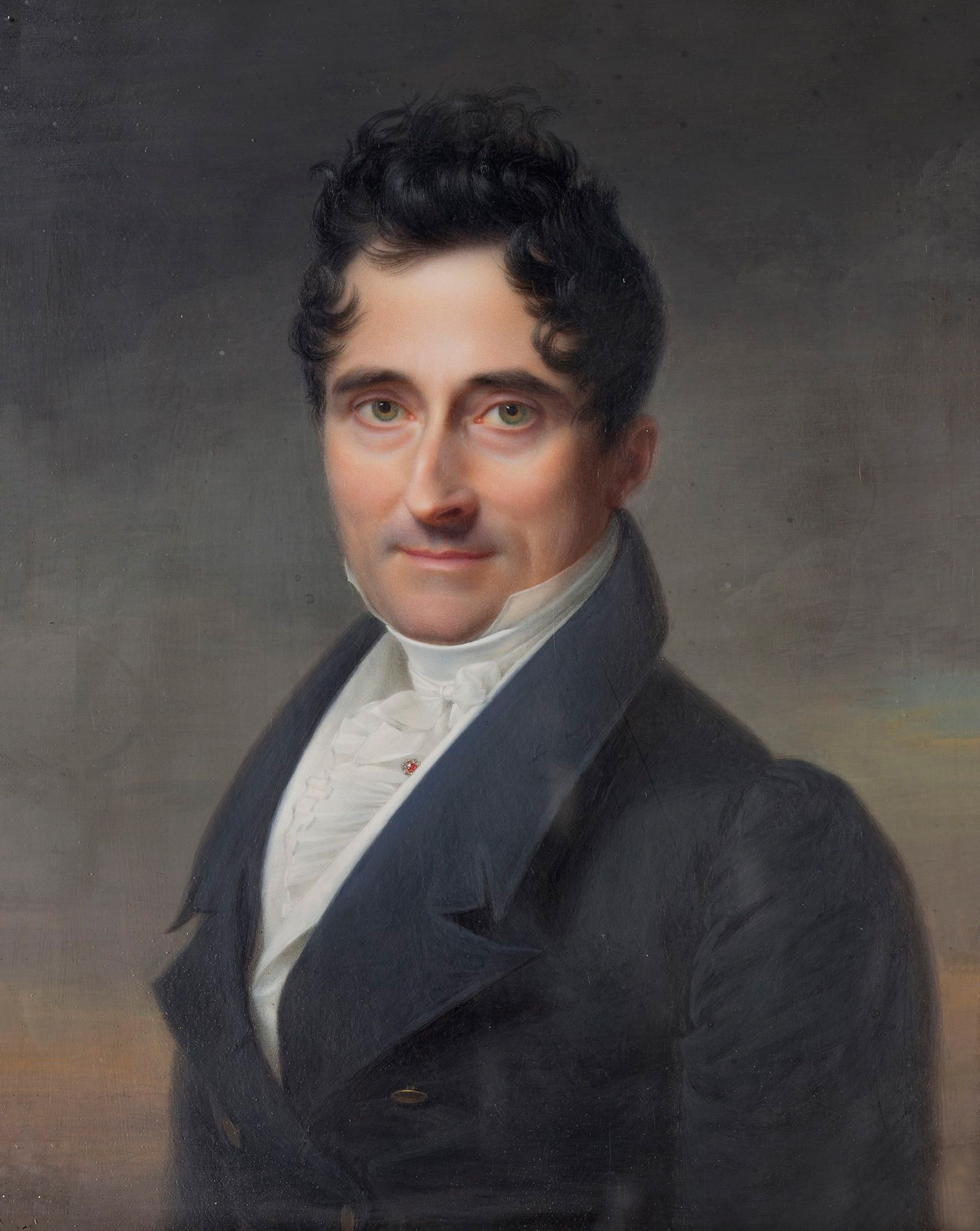
Joaquín María Ferrer

Joaquín María Ferrer y Cafranga (Pasaia, 8 december 1777 – Santa Águeda, 30 september 1861) was een Spaans politicus en eerste minister.

## Levensloop

### Revolutie van 1820 en regering vanFerdinand VII
Na zijn schoolopleiding begon hij een militaire loopbaan. Tijdens zijn verlof was hij van 1811 tot 1815 was hij kapitein van het Spaanse leger in Peru. Vervolgens keerde hij naar Spanje terug.
Nadat er in januari 1820 in Spanje een liberale revolutie uitbrak, werd hij tijdens de liberale regeerperiode in 1822 afgevaardigde van het parlement en van mei tot juni 1823 was hij parlementsvoorzitter. Nadat de Franse invasie in Spanje in 1823 het absolutisme van Ferdinand VII hielp herstellen, ging Ferrer net zoals vele andere liberalen in ballingschap. Eerst trok hij naar het Verenigd Koninkrijk en later naar Frankrijk.

### Heerschappij vanIsabella II, eerste minister en laatste levensjaren
Na de dood van Ferdinand VII en de amnestie van de liberalen keerde Ferrer in 1834 terug naar Spanje en op 30 juli 1834 werd hij verkozen tot afgevaardigde en bleef dit tot op 24 juli 1839. Van 14 augustus tot 9 september 1836 was hij in de regering van José María Calatrava minister van Financiën en in januari 1837 werd hij opnieuw parlementsvoorzitter. Op 4 oktober 1837 werd hij tevens senator.
Nadat de regentes Maria Christina van Sicilië, die regeerde in plaats van haar minderjarige dochter Isabella II, in 1840 werd afgezet en in 1841 opgevolgd werd door generaal Baldomero Espartero, was Ferrer van 2 tot 16 september 1840 lid van een voorlopige regering. Op 16 september 1840 werd Baldomero Espartero eerste minister en in diens regering werd Ferrer vicepremier en minister van Buitenlandse Zaken en van 6 maart tot 10 mei 1841 was hij tevens minister van Financiën. Op 12 februari 1841 werd hij ook herkozen als senator.
Op 10 mei 1841 volgde hij Espartero, die de nieuwe regent geworden was, op als eerste minister. Dit bleef hij echter tijdelijk, om na tien dagen al het mandaat door te geven aan Antonio González y González. In diens regering werd hij opnieuw minister van Buitenlandse Zaken en van Financiën.
Nadat Espartero in 1843 als regent werd afgezet, werd Ferrer op 21 april 1847 wegens zijn politieke verdiensten benoemd tot senator voor het leven. Inmiddels was hij ook voorzitter van de Senaat geworden en nam als diplomaat ook deel aan verschillende diplomatieke onderhandelingen en missies in verband met internationale handelsrelaties.
- Biblioteca Nacional de España: XX1258820
- Bibliothèque nationale de France: cb13009683x (data)
- Gemeinsame Normdatei: 1079292675
- International Standard Name Identifier: 0000 0000 0449 2824
- Library of Congress Control Number: n2015062047
- Nederlandse Thesaurus van Auteursnamen: 147959055
- Système universitaire de documentation: 067067069
- Virtual International Authority File: 7522110
- WorldCat: E39PBJvt6pjvvrdwwMBYdMPxXd